# ジャン・カザーレ
ジャン・カザーレ（Jean Pie Hyacinthe Paul Jerome Casale、1893年9月24日 - 1923年6月23日）はフランスのパイロットである。第一次世界大戦では13機を撃墜したエースであり、戦後はテスト・パイロットを務め、速度記録をふくめ、いくつかの世界記録を樹立した。
Olmeta-di-Tudaに生まれた。1913年にフランス陸軍に入隊し、第一次世界大戦がはじまり、8月に負傷した後、パイロットを目指し12月から訓練を受けた。長距離偵察に従事し1915年6月に最初の撃墜を記録した。12月までに観測用気球と4機の飛行機を撃墜しエース・パイロットの称号を得た。1916年5月にMedaille Militaireを受勲し、1917年3月にレジオン・ドヌール勲章を叙勲した。13機の確実撃墜を記録し、18機を撃墜したとされる。
戦後はブレリオのテストパイロットとして働き、1919年6月14日、9650mの高度記録を樹立し、1920年2月28日、SPAD-Herbemont S.20 bis4で283.465km/hの世界速度記録となる飛行を行った。
1923年、4発旅客機ブレリオ 115の試験飛行中に事故死した。